# RSTS/E
RSTS/E (англ. Resource Sharing Time Sharing Extended) — багатокористувацька операційна система з поділом часу. Була розроблена фірмою DEC і використовувалася, в основному, в 1970-1980-ті роки на комп'ютерах серії PDP-11. У складі ОС були реалізовані підсистеми Basic, RT-11, RSX-11. Підтримувався діалект Basic-Plus, матричні операції.
Система випередила свій час, але була притлумлена більш розвиваною RSX-11.
У СРСР була клонована і перейменована в «ДОС КП» («Дискова Операційна Система Колективного Користування»).